# Ла Венено
Крістіна Ортіс Родрігес (19 березня 1964 — 9 листопада 2016), більш відома як La Veneno або ж Ла Вінено («Отрута»), була іспанською співачкою, актрисою, секс-працівницею та медіа-персоною. Вважається однією з найвпливовіших і улюблених ікон ЛГБТ в Іспанії. Вона здобула популярність у 1996 році після короткого виступу в нічному ток-шоу Esta noche cruzamos el Mississippi, яке транслювалося в ефірі Telecinco в період з 1995 по 1997 рік за участю журналіста Пепе Наварро. Пізніше вона регулярно з'являтиметься на шоу, а також на « La sonrisa del pelícano».
Ла Венено була однією з перших трансгендерних жінок, яка стала широко відомою в Іспанії, і з тих пір її визнали транс-іконою. У 2020 році на екрани вийшов серіал Veneno, випущений Atresmedia за мотивами її життя.

## Раннє життя
Ла Венено народилась в Адрі, Альмерія, в сім'ї Хосе Марії Ортіс Лопес (1930—2020) та Марії Хесус Родрігес Рівера (1932 р.н.). Вона змалку відзначала, що відрізняється від інших дітей. Часто зазнавала агресії та жорстокого поводження з боку людей у своєму рідному місті та від членів власної родини, які не сприймали її гендерну ідентичність. У тринадцять років вона переїхала з однією зі своїх сестер до Сан-Педро-де-Алькантара, недалеко від Марбельї, до родини Ромеро після того, як її батьки вигнали її з дому. Там вона працювала на фермі та продавчинею в магазині, а також перукаркою і моделлю. У 1989 році вона виграла конкурс на ім'я Містера Андалусії. Вона була неписьменною.

## Кар'єра
У 1991 році вона виїхала з Марбельї до столиці Іспанії, Мадриду, де працювала шеф-кухарем лікарні. Того ж року вона виступила в телевізійному шоу «Vivan los novios», де здобула перемогу. Призом стала подорож до Бангкока разом із Чаро, партнером, якого вона знайшла на шоу. Там, у Таїланді, вона відвідала шоу lady boy, де зрозуміла, що вона трансгендер. Таким чином, у 1992 році вона розпочала свій процес переходу. Після звільнення з роботи в лікарні вона працювала повією в Мадридському парку дель-Есте, щоб оплачувати рахунки. Там вона була виявлена в квітні 1996 року репортером Фаелою Саїз, яка взяла у неї інтерв'ю для телевізійного фільму про проституцію для нічного шоу Esta noche cruzamos el Mississippi на Telecinco. Інтерв'ю, яке демонструвало епатажний гумор Ла Венено, стало хітом. Згодом ведучий шоу Пепе Наварро запросив її стати постійною авторкою. Її піднесення до слави було майже негайним, і вона допомогла програмі досягти цифр у майже вісім мільйонів. Шоу закінчилося в липні 1997 року після політичних конфліктів навколо злочину «Дівчата Алькассер» і переїхало на Антену 3 під назвою La sonrisa del pelícano. «Ель Пелікано» закінчився в грудні 1997 року після трьох місяців мовлення після численних чуток про те, що секс-стрічка з журналістом та підприємцем Педро Дж. Раміресом вийде в ефір на телебаченні.
У 1996 році Ла Вінено записала два сингли — Veneno pa 'tu piel та El rap de La Veneno, причому перший із них став золотим, було продано понад 50 000 примірників. Протягом десятиліття вона гастролювала в Іспанії, виступала в галереях та нічних клубах, фестивалях. Вона також розробляла моделі для таких дизайнерів, як Пепе Рубіо та Антоніо Альварадо. Коли La sonrisa del pelícano закінчилася, вона провела місяць, займаючись телевізійними роботами в Буенос-Айресі, перш ніж повернутися до Іспанії та взяти участь в інших програмах для телемадридів та Antena 3, та інших каналів. Вона також брала участь у двох порнографічних фільмах, «El Secreto de La Veneno» та «La venganza de La Veneno». Також вона знялася у шести епізодах серіалу En plena forma, у головній ролі Альфредо Ланда.

## Ув'язнення
У квітні 2003 року Крістіна була замішана у справі про підпал та страхове шахрайство, поліції повідомив її тодішній хлопець Андреа Петруццеллі. Її звинуватили у навмисному підпалі її квартири, щоб вимагати страхові гроші. Її визнали винною та засудили до трьох років ув'язнення в Центрі пенітенціаріо Мадрид VI в Аранхуесі. Її відправили до в'язниці для чоловіків, оскільки вона не змінила ні імені на Крістіна, ні своєї статі в документах, що посвідчують особу. Вона стверджувала, що її батьки навіть не знали, що вона потрапила до в'язниці, доки вона не подзвонила їм після того, як її відправили до лікарні Грегоріо Мараньон через проблеми зі здоров'ям у 2004 році.

## Висвітлення у ЗМІ
Покинувши тюрму, у 2006 році вона переїхала до Валенсії разом з другом Пака ла Піраньєю. Того ж року Крістіна повідомила ЗМІ, що її ґвалтували та знущались охоронці у в'язниці. Це було оскаржено. Вона відверто розповіла про свій набір ваги у в'язниці, коли за час перебування у в'язниці вона досягла 120 кг, і її запросили у кілька телевізійних програм, що ознаменувало очевидне відновлення її кар'єри. У жовтні 2010 року іспанське телешоу ¿Dónde estás corazón? кинуло виклик Ла Венено скинути вагу. До березня 2011 року Ла Венено схудла на 35 кг. Згодом було виявлено, що вона страждала від булімії та важкої депресії, а також страждала від тривожності.
10 травня 2013 року La Veneno з'явилася в Sulvame Deluxe на Telecinco, щоб написати її майбутні мемуари Ni puta, ni santa (Las memorias de La Veneno), які були відкладені до 2016 року. У серпні вона повідомила, що її колишній хлопець втік із усіма її заощадженнями — понад 60 000 євро, і вона жила лише на 300 євро щомісячної допомоги. У 2014 році її повернули до в'язниці, на цей раз жіночої в'язниці, на вісім місяців.
3 жовтня 2016 року вона нарешті випустила свої довгоочікувані мемуари, написані спільно за допомогою своєї подруги, журналістки та письменниці Валерії Вегас.

## Смерть

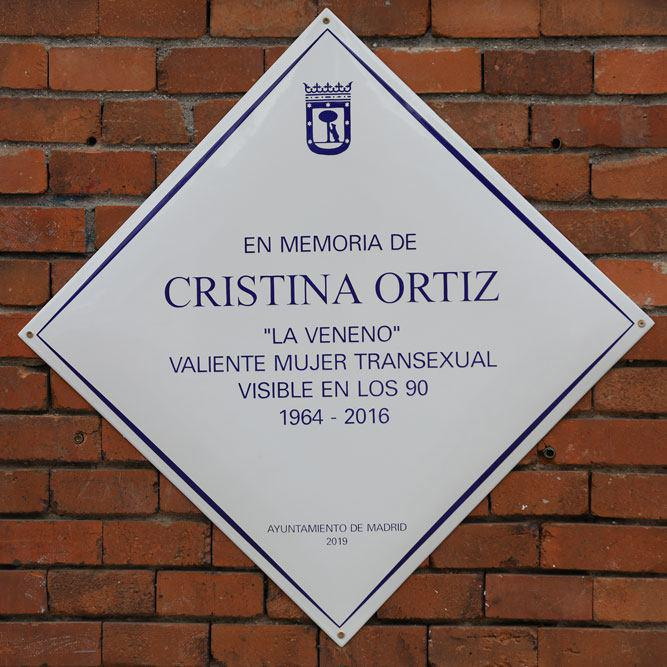
Пам'ятна дошка Ла Венено в Мадриді.

5 листопада 2016 року Крістіну знайшли в напівпритомному стані в її будинку, покриту синцями та глибокою раною голови, що спричинило черепно-мозкову травму. Її там знайшов її хлопець, а у ванній кімнаті були плями крові. Її на швидкій допомозі доставили до лікарні Університету Ла Пас, де в якості запобіжного заходу вона потрапила в індуковану кому. Вона залишилася в реанімації. Крістіна померла через чотири дні, 9 листопада 2016 р. Посмертно встановлено, що причиною смерті стало падіння. Очевидно, вона прийняла дуже велику дозу таблеток та алкоголю. Другий посмертний розтин дійшов того ж висновку.
Поки вона була госпіталізована до відділення інтенсивної терапії люди, близькі до Ла Венено, припустили, що інцидент не був випадковим, оскільки їй надходили погрози смерті після публікації її автобіографії, в якій розповідалося про справи, які вона мала з високопосадовцями. Її прах був розпорошений наполовину в парку дель Есте, а наполовину — у її рідному місті Адра. У квітні 2019 року в Парк дель Есте було відкрито меморіальну дошку на її честь. Через тиждень табличку вкрали. У жовтні 2020 року міська рада Мадрида оголосила, що дошка буде замінена після подання багатьох петицій.
Телесеріал 2020 року Венено заснований на її житті.